# Asterohyfida
Asterohyfida (łac. asterohyphida) – strzępka o gwiazdkowatym kształcie występująca u niektórych gatunków grzybów. Asterohyfidy są jednym z rodzajów hyfid, a dokładniej skrajnie zmodyfikowaną odmianą dichohyfid, u której brak głównej osi, a występują tylko gwiaździste odgałęzienia wyrastające z jednego, centralnego punktu. Z tego powodu asterohyfidy czasami nazywane są dichohyfidami gwiaździstymi. Podobnie jak dichohyfidy, struktury te mają tendencję do powiększania się.
Dobrze rozwinięte asterohyfidy występują np. u  Asterostroma laxum. Należy je odróżnić od strzępek typu asteroseta występujących np. u Asterodon ferruginosus. Asteroseta rozwija się z nierozgałęzionego zestawu, z którego podstawy wyrasta wiele gałęzi. W pełni rozwinięta konstrukcja ma zwykle wyraźną oś główną, tworzącą szczecinkę, asterosety są więc odmianą szczecinek.
Występowanie asterohyfid i ich morfologia ma duże znaczenie przy mikroskopowym oznaczaniu niektórych gatunków grzybów i czasami jest podstawą do ich klasyfikacji taksonomicznej.